# Lista de episódios de Dora and Friends: Into the City!
Esta é uma lista de episódios de Dora and Friends: Into the City! da Nick Jr.

## Resumo

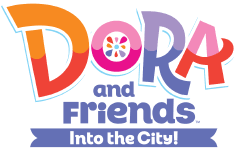
Logotipo de Dora e Seus Amigos: Na Cidade!

| Temporada | Temporada | Episódios | Exibição original    | Exibição original     | Exibição no Brasil     | Exibição no Brasil     | Exibição em Portugal | Exibição em Portugal |
| Temporada | Temporada | Episódios | Estreia de temporada | Final de temporada    | Estreia de temporada   | Final de temporada     | Estreia de temporada | Final de temporada   |
| --------- | --------- | --------- | -------------------- | --------------------- | ---------------------- | ---------------------- | -------------------- | -------------------- |
|           | 1         | 20        | 18 de agosto de 2014 | 23 de outubro de 2015 | 2 de fevereiro de 2015 | 23 de novembro de 2015 | 18 de abril de 2016  |                      |
| TBA       | 1         | 20        | 18 de agosto de 2014 | 23 de outubro de 2015 | 2 de fevereiro de 2015 | 23 de novembro de 2015 | 18 de abril de 2016  |                      |

| Temporada | Temporada | Episódios | Exibição original      | Exibição original       | Exibição no Brasil      | Exibição no Brasil     |
| Temporada | Temporada | Episódios | Estreia de temporada   | Final de temporada      | Estreia de temporada    | Final de temporada     |
| --------- | --------- | --------- | ---------------------- | ----------------------- | ----------------------- | ---------------------- |
|           | 2         | 20        | 10 de setembro de 2015 | 05 de fevereiro de 2017 | 15 de fevereiro de 2016 | 15 de dezembro de 2016 |

## Episódios

### Piloto (2011)
Os novos amigos e o recente visual de Dora foram introduzidos em 2009, como parte do spin-off "Dora's Explorer Girls" de Dora the Explorer. Os novos personagens são Kate, Naiya, Alana, Emma, e Pablo. Um episódio piloto especial, intitulado "Dora's Explorer Girls: Our First Concert", estreou em 8 de agosto de 2011.
| # (série) | # (temp.) | Título                                                                                      | Exibição original   | Código de produção |
| --------- | --------- | ------------------------------------------------------------------------------------------- | ------------------- | ------------------ |
| 0         | Piloto    | "Dora's Explorer Girls: Nosso Primeiro Concerto" "Dora's Explorer Girls: Our First Concert" | 8 de agosto de 2011 | N/A                |

### 1ª Temporada (2014–2015)
Em 2013, o canal Nickelodeon anunciou a produção do spin-off intitulado Dora and Friends: Into the City! da série Dora the Explorer. O spin-off mostrou Dora como uma pré-adolescente, que iria viver aventuras na cidade com um grupo de novos amigos. A série foi marcada para ter vinte episódios.
| # (série) | # (ep.) | Título                                                                    | Exibição original                             | Código de produção | Audiência (em milhões) |
| --------- | ------- | ------------------------------------------------------------------------- | --------------------------------------------- | ------------------ | ---------------------- |
| 1         | 1       | "Dia de Adoção" "Doggie Day"                                              | 18 de agosto de 2014 2 de fevereiro de 2015   | 101                | 1.50                   |
| 2         | 2       | "Salvamos um Navio Pirata!" "We Save a Pirate Ship"                       | 22 de agosto de 2014 9 de fevereiro de 2015   | 104                | 1.29                   |
| 3         | 3       | "A Festa Dançante" "Dance Party"                                          | 26 de agosto de 2014 9 de março de 2015       | 103                | ASA                    |
| 4         | 4       | "O Anel Mágico" "The Magic Ring"                                          | 28 de agosto de 2014 23 de fevereiro de 2015  | 102                | 1.22                   |
| 5         | 5       | "O Baile Real" "The Royal Ball"                                           | 4 de setembro de 2014 16 de março de 2015     | 107                | ASA                    |
| 6         | 6       | "Terra da Mágica" "Magic Land!"                                           | 11 de setembro de 2014 16 de março de 2015    | 108                | ASA                    |
| 7         | 7       | "Dora salva Terra da Ópera" "Dora Saves Opera Land"                       | 18 de setembro de 2014 23 de março de 2015    | 106                | ASA                    |
| 8         | 8       | "Teatro de Bonecos" "Puppet Theater"                                      | 2 de outubro de 2014 30 de março de 2015      | 109                | ASA                    |
| 9         | 9       | "O Mistério dos Cavalos Mágicos" "Mystery of the Magic Horses"            | 24 de novembro de 2014 25 de maio de 2015     | 111                | 1.13                   |
| 10        | 10      | "Em Busca de Mono" "The Search for Mono"                                  | 16 de janeiro de 2015 2 de março de 2015      | 105                | ASA                    |
| 11        | 11      | "Buddy Race"                                                              | 13 de fevereiro de 2015 18 de maio de 2015    | 113                | ASA                    |
| 12        | 12      | "Magical Mermaid Adventure"                                               | 20 de março de 2015 11 de maio de 2015        | 112                | 1.36                   |
| 13–14     | 13–14   | "O Salvamento do Filhote de Cachorro da Princesa" "Puppy Princess Rescue" | 15 de maio de 2015 3 de agosto de 2015        | 118-119 (998)      | 0.95                   |
| 15        | 15      | "Salvamos a Música" "We Save the Music"                                   | 12 de junho de 2015 19 de outubro de 2015     | 120                | 0.89                   |
| 16        | 16      | "Acampamento do S'more" "S'more Camping"                                  | 19 de junho de 2015 12 de outubro de 2015     | 117                | 1.12                   |
| 17        | 17      | "Dora na Terra dos Relógios" "Dora in Clock Land"                         | 8 de setembro de 2015 8 de junho de 2015      | 110                | ASA                    |
| 18–19     | 18–19   | "Dragão na Escola" "Dragon in the School"                                 | 10 de setembro de 2015 23 de novembro de 2015 | 114-115 (999)      | ASA                    |
| 20        | 20      | "Doçura ou Travessura" "Trick or Treat"                                   | 23 de outubro de 2015 26 de outubro de 2015   | 116                | ASA                    |

### 2ª Temporada (2015–2017)
Em 9 de outubro de 2014, a Nickelodeon renovou a série para uma segunda temporada de vinte episódios.
| # (série) | # (ep.) | Título                               | Exibição original                              | Código de produção |
| --------- | ------- | ------------------------------------ | ---------------------------------------------- | ------------------ |
| 21        | 1       | "O livro de Kate" "Kate's Book"      | 10 de setembro de 2015 12 de março de 2016     | 201                |
| 22        | 2       | "Return to the Rainforest"           | 18 de setembro de 2015 15 de fevereiro de 2016 | 202                |
| 23        | 3       | "The Ballerina and the Troll Prince" | 6 de novembro de 2015 16 de abril de 2016      | 203                |
| 24        | 4       | "Community Garden"                   | 16 de novembro de 2015 19 de março de 2016     | 204                |
| 25        | 5       | "Coconut Cumpleaños"                 | 18 de novembro de 2015 26 de março de 2016     | 205                |
| 26        | 6       | "Dora's Rainforest Reunion"          | 25 de novembro de 2015 22 de fevereiro de 2016 | 206                |
| 27        | 7       | "Dora's Rainforest Reunion"          | 25 de novembro de 2015 22 de fevereiro de 2016 | 207                |
| 28        | 8       | "Kite Day"                           | 20 de novembro de 2015 5 de setembro de 2016   | 208                |
| 29        | 9       | "Gymnastics Tournament of Light"     | 22 de janeiro de 2016 9 de abril de 2016       | 209                |
| 30        | 10      | "The Princess and the Kate"          | 8 de janeiro de 2016 14 de novembro de 2016    | 210                |
| 31        | 11      | "Soccer Chef"                        | 8 de fevereiro de 2016 12 de setembro de 2016  | 211                |
| 32        | 12      | "Emma's Violin"                      | 9 de fevereiro de 2016 19 de setembro de 2016  | 212                |
| 33        | 13      | "Kate Gives Puppets a Hand"          | 10 de fevereiro de 2016 26 de setembro de 2016 | 213                |
| 34        | 14      | "For the Birds"                      | 11 de fevereiro de 2016 7 de novembro de 2016  | 214                |
| 35        | 15      | "The Lost Necklace"                  | 25 de setembro de 2016 21 de novembro de 2016  | 215                |
| 36        | 16      | "Kate and Quackers"                  | 25 de setembro de 2016 28 de novembro de 2016  | 216                |
| 37        | 17      | "A Sockin' Good Party"               | 20 de novembro de 2016 13 de dezembro de 2016  | 217                |
| 38        | 18      | "Alana's Food Truck"                 | 20 de novembro de 2016 15 de dezembro de 2016  | 218                |
| 39        | 19      | "Shivers the Snowman"                | 4 de dezembro de 2016 14 de dezembro de 2016   | 219                |
| 40        | 20      | "The Bridge to Caballee"             | 5 de fevereiro de 2017 12 de dezembro de 2016  | 220                |